# Vạn thọ lá nhỏ
Vạn thọ lá nhỏ hay Vạn thọ chanh(danh pháp khoa học: Tagetes tenuifolia) là một loài thực vật có hoa trong họ Cúc. Loài này được Cav. miêu tả khoa học đầu tiên năm 1793.